# إلديفونسو بويجدينجولاس
إلديفونسو بويجدينجولاس (بالإسبانية: Ildefonso Puigdengolas) (فيغيراس جرندة 1876 - بارلا مدريد 31 أكتوبر 1936) هو عسكري إسباني برتبة عقيد، ساهم في الحرب الأهلية الإسبانية، حيث قاد قوات الجيش الجمهوري الإسباني لتأمين ألكالا دي إيناريس وغوادالاخارا للجانب الحكومي. كان أبرز ما قام به هو الدفاع عن مدينة بطليوس ضد القوات التمرد التي قادها المقدم ياغوي، أول عاصمة إقليمية سقطت في أيدي القوات المتمردة ضد حكومة الجبهة الشعبية.

## السيرة العسكرية
كان والد إلديفنسو عسكري أيضا. ولدى الفتى أفكار ليبرالية، حيث كان يتيما منذ صغره، فالتحق في سن 14 سنة بمدرسة العرفاء والرقباء في مدرسة ماريا كريستينا للمشاة الأيتام. بسبب طبيعته التي لا تهدأ، فقد تطوع للحرب في كوبا سنة 1895 دون إذن أسرته بعد استئناف الصراع الانفصالي. فقام بتزوير بياناته الشخصية لتجنيده، وفعل ذلك دون الإعلان عن رتبة رقيب كان يشغلها فعليا. وقد شارك لاحقا برتبة ملازم في حروب الريف. تناوب بين مناصبه بالجيش وفيلق الأمن التابع للشرطة حيث أصبح عقيدًا، وتم تعيينه مرتين عقيد مفتش. وللفضول كانت لديه مبارزات في شبابه مع السياسي الجمهوري رودريغو سوريانو ومع الصحفي والكاتب الجمهوري فيسنتي بلاسكو إيبانيز.
لم يتمكن من إظهار تشدده السياسي، لكن كانت له أفكار يسارية وارتبط بدييغو مارتينيز باريو وحزبه الاتحاد الجمهوري. على العكس من ذلك فقد تم توثيق عضويته في الماسونية بين سنوات 1932 و 1933.

## الجمهورية الإسبانية الثانية
عندما أعلنت الجمهورية في أبريل 1931، كان إلديفنسو رئيسا لحرس الاقتحام في إشبيلية، واستمر بمنصبه مع النظام الجديد نظرًا لإيديولوجيته اليسارية وعلاقاته السياسية مع دييغو مارتينيز باريو. وفي أغسطس 1932 عارض شخصيا وعنف انتفاضة الجنرال خوسي سانخورخو في إشبيلية (سانخورخادا) حيث اعتقله. وفي ذلك الوقت انضم إلى الاتحاد العسكري الجمهوري المناهض للفاشية (UMRA). وتم ترقيته إلى رتبة عقيد. وبعد خسارته رئاسة فيلق الأمن في 27 مايو 1936، عاد أصبح احتياطيًا في الجيش.

## الحرب الأهلية الإسبانية
كان في مدريد عند اندلاع الحرب الأهلية، وهو من أكثر العسكريين المحترفين نشاطا في الدفاع عن الجمهورية. استلم قيادة طابور فغادر مدريد يوم 20 يوليو لقمع تمرد متوقع في ألكالا دي إيناريس (21 يوليو)، ولكن دخلها دون عنف. إلا أن اقتحامه لغوادالاخارا (22 يوليو) قد تحقق بعد قتال عنيف.
ثم عُيِن قائدا عسكريا لباداخوز في 25 يوليو 1936، فنظم الدفاع عن المقاطعة والمدينة. تم القبض عليه لبضع ساعات في 6 أغسطس 1936 في انتفاضة من جانب حامية باداخوز، وأصيب بجروح طفيفة بشظية من قصف في الساعد الأيسر. بعد استعادته لقيادة القوات، واصل عمله في مواجهة الهجوم الوشيك من قبل جيش إفريقيا. وفي 13 أغسطس 1936 اتخذ جيش المتمردين مواقع بالقرب من المدينة، حيث احتلوها في اليوم التالي. وكان بويجدينجولاس على رأس قوات الدفاع عن المدينة، ولكن تمكنت القوات المتمردة ومعظمها من القوات النظامية والفيلق من الاستيلاء على المدينة، فهرب نحو البرتغال.
في البرتغال احتُجز في ثكنات كتيبة الواس، ومنذ 24 أغسطس في قلعة كاكسياس في لشبونة. في أكتوبر 1936 عاد اللاجئون الإسبان ممن يريد العودة إلى إسبانيا الجمهورية بمن فيهم بويجدينجولاس على متن السفينة نياسا، حيث وصلوا طركونة يوم 13 أكتوبر. وبعد توضيح مسؤوليات العقيد في خسارة باداخوز في 26 أكتوبر، أعيد تعيينه رئيسًا لمجموعة طوابير طليطلة. شارك في الهجوم على سيسانيا، ولكنه اغتيل في 31 أكتوبر على يد عدة من رجال الميليشيات عندما حاول إيقاف بندقية تفكيك وأطلق النار على أحدهم.